# Закладальний комплекс
Закладальний комплекс (рос. закладочный комплекс, англ. stowage facilities, нім. Versatzkomplex m) — комплекс поверхневих і підземних споруд, механізмів і обладнання, призначених для закладки виробленого простору. Розрізняють 3.к. гідравлічний і пневматичний. В З.к. звичайно входять: закладний кар'єр, склади закладального матеріалу, устаткування для подрібнення та підготовки матеріалу, обладнання для його спуску в шахту, транспортування по поверхні і по підземних виробках та закладання у вироблений простір. Син. (рідко) — закладний комплекс.
Гідрозакладальний комплекс (ГЗК) — це комплекс поверхневих та підземних споруд, механізмів і обладнання, призначених для закладання виробленого простору вугільних шахт. Технологія гідравлічного закладання включає такі операції: підготовку та акумулювання закладальних матеріалів у заглиблених або поверхневих бункерах; дозоване вивантаження матеріалу з бункерів; утворення гідросуміші у змішувальних жолобах або воронках; гідравлічне транспортування трубопроводами до виробленого простору лав; спорудження закладального масиву та управління відпрацьованою водою.

Необхідність застосування закладання виробленого простору при розробці вугільних родовищ обумовлена, наперед за все, гірничотехнічними умовами. В ряді країн обов'язковість закладання регламентована чинним законодавством, правилами безпечного ведення гірничих робіт, правилами технічної експлуатації і таке інше. Найбільше розповсюдження у світовій практиці отримали механічні засоби закладання з трубопровідним транспортом: гідравлічний та пневматичний. Сьогодні існує вже усталена техніка та технологія гідрозакладальних робіт з використанням для гідротранспорту природного напору. Її характеризує висока продуктивність (понад 500 м3/год.) і підвищені концентрації гідросуміші.
На Донбасі перший гідрозакладальний комплекс було введено до експлуатації на шахті «Красный Октябрь» з метою охорони заводів міста Єнакієве при вийманні під ними вугільних пластів крутого падіння (рис.). Як закладальний матеріал використовують пусту породу, яку видають з шахти або отримують від інших постачальників.
Надійна експлуатація гідротранспортних систем ГЗК забезпечується застосуванням швидкорознімних з'єднин труб, підсиленням гідроабразивно зношених кінців ланок труб манжетами, застосуванням плавно вигнутих колін, шиберів переключення потоку гідро-суміші на розгалуження трубопроводів та вдосконаленням іншого закладального облад-нання. Крупність гідрозакладального матеріалу не повинна перевищувати 1/3 діаметра трубопроводу.
При застосуванні відцентрових насосів та гідроелеваторів максимальний розмір зерен не повинен перевищувати 0,8 розміру прохідних отворів цих установок.
Неприпустиме використання закладальних матеріалів, від контакту з якими вода набуває агресивних кислотних або лужних властивостей.
Основними характерними особливостями трубопровідного гідротранспорту закладальних матеріалів з природним напором є:
- залежність параметрів гідротранспорту від співвідношення довжини вертикальної та горизонтальної ділянок трубопроводу:
- саморегулювання напору у залежності від гідравлічного опору трубопроводу у межах можливої зміни висоти стовпа гідросуміші у низхідному ставі;
- можливість використання при транспортуванні закладального матеріалу потенційної енергії потоку гідросуміші;
- виникнення нестабільного режиму руху трьохфазної системи (при роботі з незаповненим вертикальним ставом) внаслідок підсмоктування повітря у змішувальній воронці.

Трубопровід гідротранспортної системи, що працює у складі гідрозакладального комплексу під природним напором, можна розподілити на активну та пасивну частини. До активної частини треба віднести всі низхідні ділянки, при наповненні яких рідиною або гідросумішшю остання набуває енергії, достатньої для подолання власного опору руху. До пасивної частини відносять решту ділянок, тобто горизонтальні, висхідні похилі та вертикальні ділянки, а також слабо похилі спадні ділянки, що є споживачами енергії, яку набуває гідросуміш у активній частині.
Основними характеристиками гідротранспортної закладальної системи є: внутрішні розміри та форма перерізу труб, шорсткість стінок труб, кількість і величина місцевих опорів, профіль лінії трубопроводів та співвідношення довжини до висоти (L/H).